# انتخابات ریاست‌جمهوری ایالات متحده آمریکا (۱۹۸۰)
انتخابات ریاست‌جمهوری ۱۹۸۰ ایالات متحده آمریکا چهل و نهمین انتخابات ریاست‌جمهوری ایالات متحده آمریکا بود. رقابت بین رئیس‌جمهور دموکرات جیمی کارتر و رقیب جمهوری‌خواه او، فرماندار سابق کالیفرنیا رونالد ریگان، و نیز نمایندهٔ جمهوریخواه مجلس نمایندگان جان بی. اندرسون، که به‌طور مستقل شرکت کرده بود جریان داشت. ریگان به مدد بحران گروگان‌گیری در سفارت ایالات متحده آمریکا و شرایط ناگوار اقتصادی در داخل، از جمله تورم بالا و اشتغال پایین، به‌طور قاطع در انتخابات پیروز شد و بیشترین تعداد رای الکتورال در طول تاریخ را به عنوان یک نامزد ریاست جمهوری غیر از نامزدهای رؤسای جمهور کسب کرد.
کارتر پس از شکست دادن تد کندی در انتخابات مقدماتی، به ریگان حمله کرد و او را یک رادیکال خطرناک دست راستی وانمود کرد. ریگان متعهد شد روحیه بدبینی ملت را بهبود دهد و پیروزی قاطعی به دست آورد. در انتخابات هم‌زمان کنگره، جمهوریخواهان برای اولین بار پس از ۲۹ سال کنترل مجلس سنای ایالات متحده آمریکا را در دست گرفتند. این انتخابات آغازی بود بر آنچه برخی «انقلاب ریگان» یا دورهٔ ریگان خواندند و باعث احیای مجدد محافظه کاری در سیاست ملی شد.